# Monumento natural de La Fuentona
La Fuentona es un manantial natural que da lugar al nacimiento del río Abión, en la provincia de Soria (comunidad de Castilla y León, España). El conjunto de la surgencia y su entorno natural fue declarado monumento natural el 12 de noviembre de 1998 mediante el decreto 238/1998. Está situado en los términos municipales de Cabrejas del Pinar y Muriel de la Fuente. 
Las características especiales de este espacio natural que le confieren un valor diferencial y han hecho de él  objeto de protección son:
- Ejemplo de acuífero y surgencia acompañado de pequeñas fuentes dentro de un sistema hidrológico.
- Conserva comunidades faunísticas de singular rareza, que constituyen inapreciables muestras de material genético en extremo peligro de desaparición.
- Mantener unas formaciones geológicas y geomorfológicas propias, como son los sistemas y complejos kársticos, formando parte del más extenso de los existentes en su ámbito territorial.

## Descripción
El Monumento Natural de la Fuentona es uno de los seis monumentos naturales existentes en la Comunidad de Castilla y León. Se ubica en el término municipal de Cabrejas del Pinar, en las proximidades de Muriel de la Fuente, en la provincia de Soria.
Está constituido por un conjunto de barrancos y desfiladeros flanqueados por impresionantes formaciones rocosas de origen calizo y conformados en los alrededores del río Abión. El nacimiento de este río ocurre en el lugar conocido como “La Fuentona de Muriel”. Se trata de una surgencia de aguas subterráneas que después de recorrer multitud de cavidades rocosas salen al exterior para configurar en su recorrido multitud de rincones en los que la naturaleza se aprecia en toda su plenitud. 
La Fuentona de Muriel, enclave principal del Monumento Natural, es el drenaje natural del acuífero de la Sierra de Cabrejas el cual está constituido por rocas kársticas en las que el agua a lo largo de los años ha creado infinidad de grutas y cavernas cubiertas de agua en todo o en parte. 

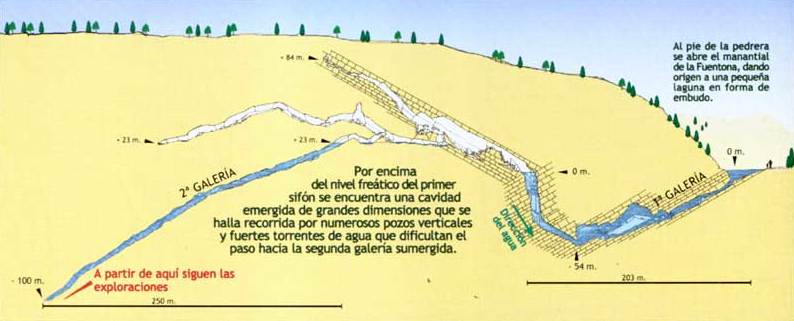
Esquema de la cueva de La Fuentona.

### Lugares próximos al Monumento Natural
Cerca del Monumento Natural de La Fuentona existen  de parajes de características singulares. Algunos de ellos son los siguientes:
- El Chorro de Despeñaelagua, en donde en época de lluvias el agua cae desde alturas considerables entre murallones rocosos.

- La Corbetera, formación rocosa de forma semicircular con la parte superior en saliente sobre la inferior. Se asemeja a una gran carpa natural.

- El Pico de Peñota, lugar desde el que se contemplan vistas espectaculares de la zona de pinares. En días claros de invierno se pueden contemplar las cumbres nevadas del triángulo formado por los Picos de Urbión, El Moncayo y la Sierra de Ayllón en el Sistema Central.

- La Cueva Maja, en ella se han encontrado grabados en la roca, restos de cerámica, adornos, útiles de caza, etc, datados en la Edad del Bronce Antiguo (2200-1900 años a. C.).

- El Sabinar de Calatañazor, bosque de sabina albar considerado como Reserva Natural por la Junta de Castilla y León. En él se encuentran los árboles de esta especie más elevados y longevos de la península ibérica, llegando algunos de ellos a alcanzar los 14 metros de altura y 2000 años de existencia. Este árbol está considerado como una reliquia del terciario. En la Casa del Parque existe amplia. información sobre las características de este árbol así como la fauna y flora que se desarrolla en esta Reserva Natural.

## Flora y fauna

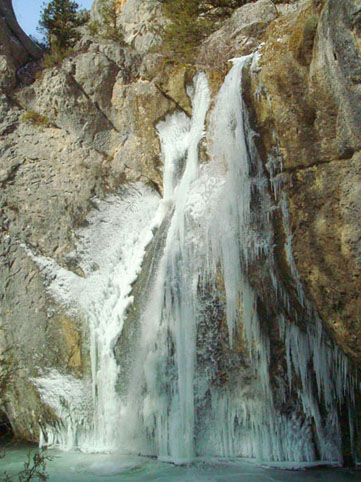
Cascada o chorro de Despeñaelagua totalmente helado.

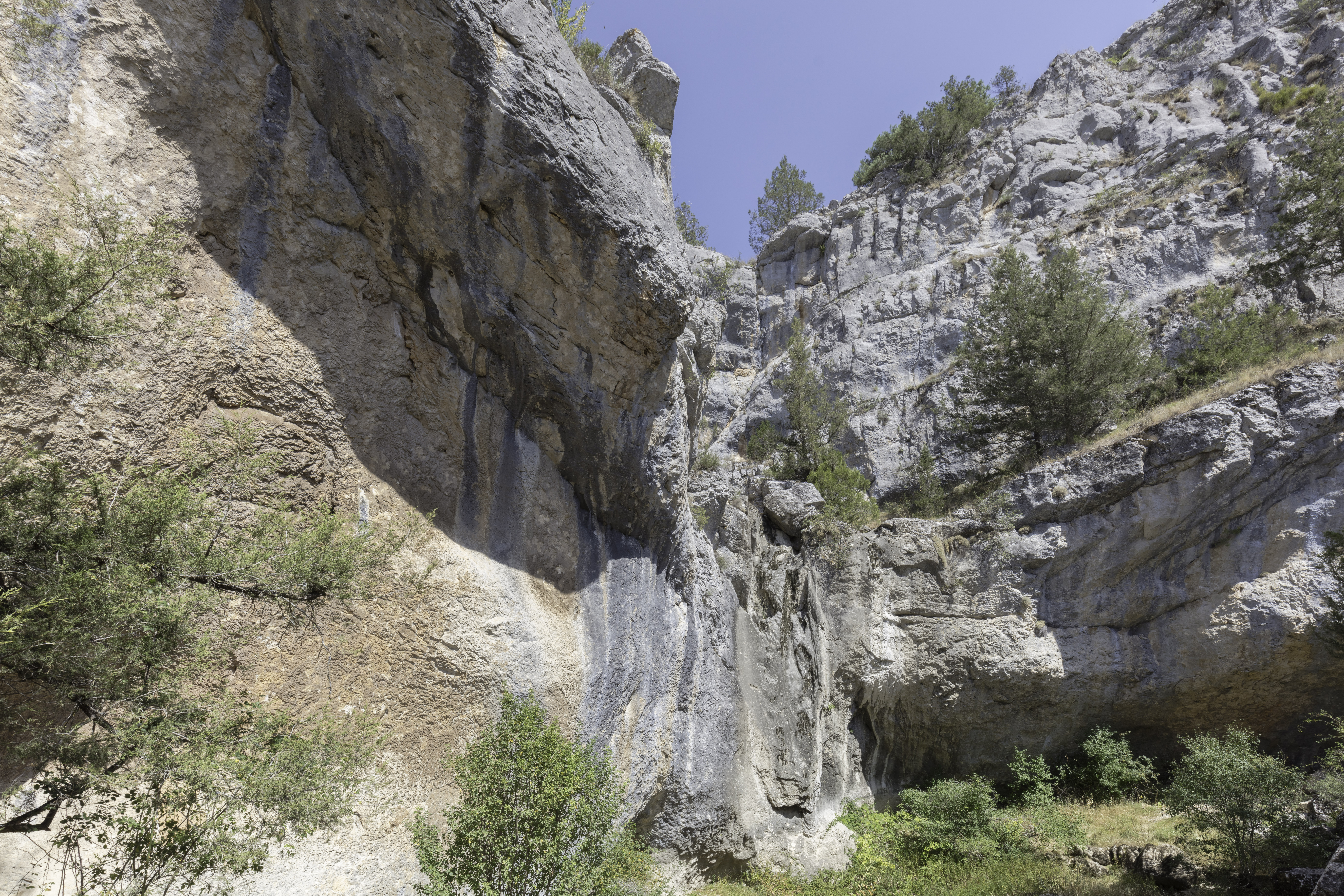
En verano el chorro está seco.

### Fauna
Dentro del hábitat faunístico existente en el entorno del Monumento Natural de La Fuentona destacan las rapaces y muy especialmente el buitre leonado. Los múltiples peñascos que jalonan el río Abión ofrecen las condiciones ideales para la cría y reproducción de esta especie. Otra rapaces propias de la zona son el águila real, el halcón peregrino, el alimoche o el búho. También son muy abundantes distintas especies ornitológicas.
Dentro de los mamíferos son frecuentes el corzo, jabalí, zorro, liebre. garduña o comadreja. 
En el medio fluvial las aguas del río Abión ofrecen un hábitat ideal para el desarrollo de especies tales como la trucha común, nutria, rata de agua, culebra de río, rana, etc.

### Flora
En el Monumento Natural de La Fuentona y sus alrededores existe un gran variedad de especies vegetales debido a que coexisten terrenos húmedos, secos, arenosos, rocosos, praderas, etc. 
En las zonas húmedas cercanas a las márgenes del río Abión, se desarrollan comunidades de espadañal, juncos, choperas y sauces.
En las pendientes y laderas así como en las planicies asentadas sobre suelos rocosos crece la sabina albar planta muy resistente a las sequías del verano y los fríos del invierno. A los pies de la sabina crecen arbustos como la gayuba, planta medicinal de pequeña altura, o plantas aromáticas como el tomillo, lavanda y el romero.
El pino en sus distintas variedades forma bosques frondosos allí donde el tipo de suelo lo permite.
La vegetación más representativa del río Abión es la que surge en su interior cuando las aguas se remansan. Es entonces cuando nenúfares, estrellas de agua, berros, etc se perciben con toda su belleza a través de las aguas cristalinas del río.

## Actividades

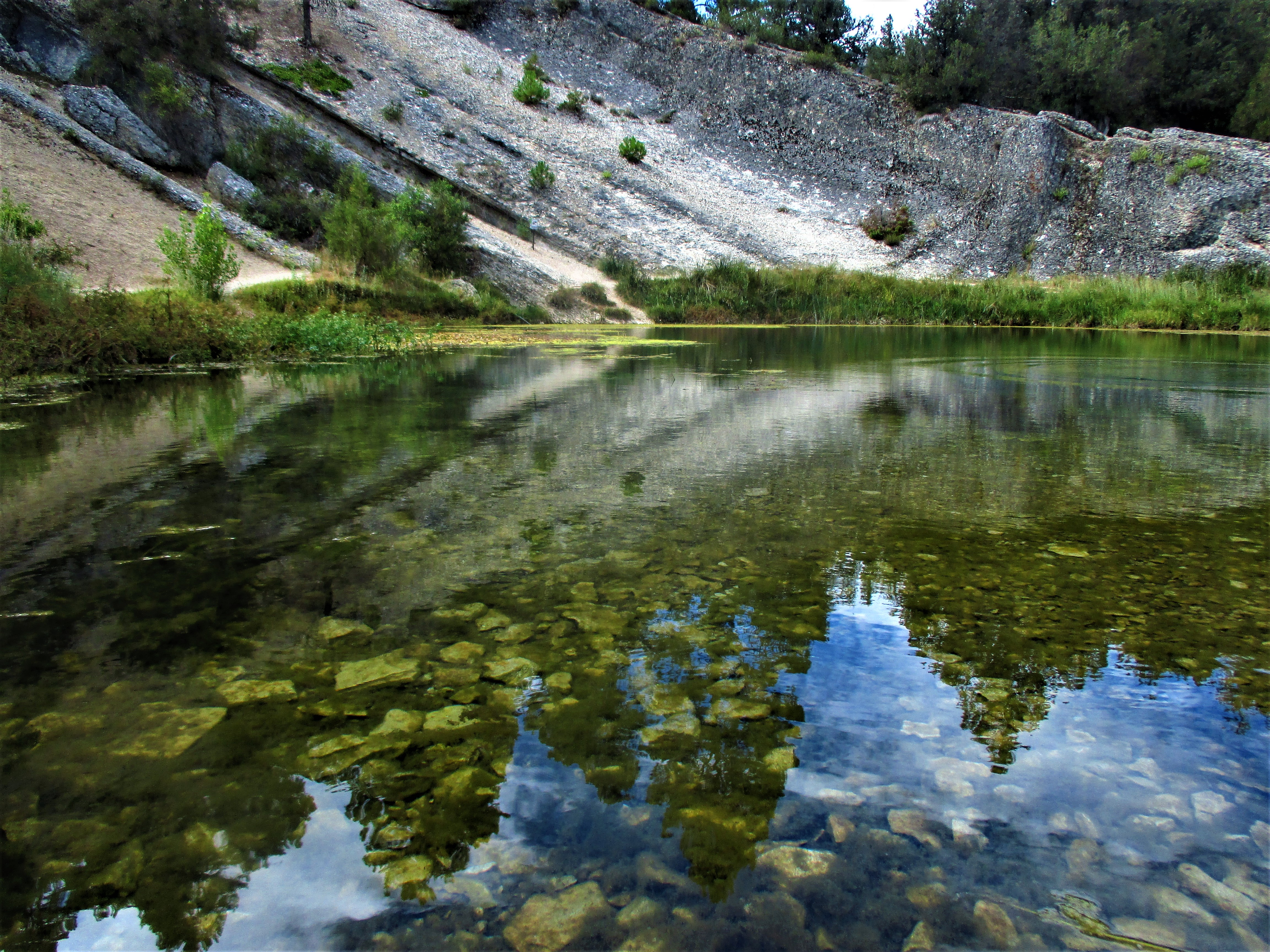
La Fuentona de Muriel.

### Espeleobuceo

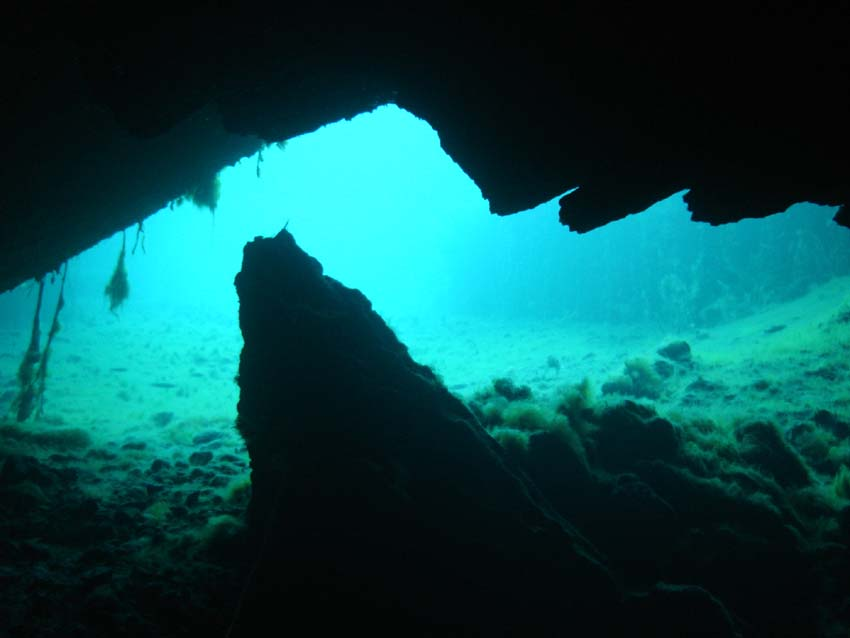
Gruta en el fondo de La Fuentona.

La conformación de La Fuentona de Muriel, un sistema de grutas total o parcialmente inundadas,  es especialmente atractiva para la práctica del espeleobuceo, la zona sifónica previa al nacimiento de La Fuentona ofrece multitud de atractivos. 
Este lugar fue el tema principal de un capítulo de la serie de televisión Al filo de lo imposible realizado en el otoño del 2003. Se han realizado multitud de expediciones llegando realizar un descenso de  115 metros por debajo del nivel del manantial.

### La Casa del Parque
El centro de interpretación está ubicado en la llamada "Casa del Parque" que ocupa un antiguo palacio rehabilitado y situado a la entrada de Muriel de la Fuente. La casa del Parque  se utiliza como lugar de referencia, información y documentación sobre todo lo relacionado con el Monumento Natural. Su objetivo principal es facilitar al visitante un conocimiento completo de las características generales y particulares de la zona.
Está dotado con equipos de cámaras acuáticas que permiten poder contemplar en tiempo real las profundidades de La Fuentona y la vida que en ella se desarrolla. Destaca una producción de vídeo en donde distintos habitantes de los pueblos cercanos explican su forma de vida, sus costumbres y sus tradiciones, de tal forma que el visitante sienta un acercamiento hacia el medio ambiente rural propio de esta zona de Castilla y León. 
La Casa del Parque se constituye como punto de encuentro para los habitantes de los pueblos limítrofes. Para tal fin se organizan a lo largo del año cursos de diferentes disciplinas: pintura, cerámica, estampación, pirograbado, etc, así como charlas y exposiciones de temas varios.
La Casa del parque es también el centro de interpretación de la Reserva Natural del Sabinar de Calatañazor y   del LIC Sabinares Sierra de Cabrejas.

## Galería de imágenes

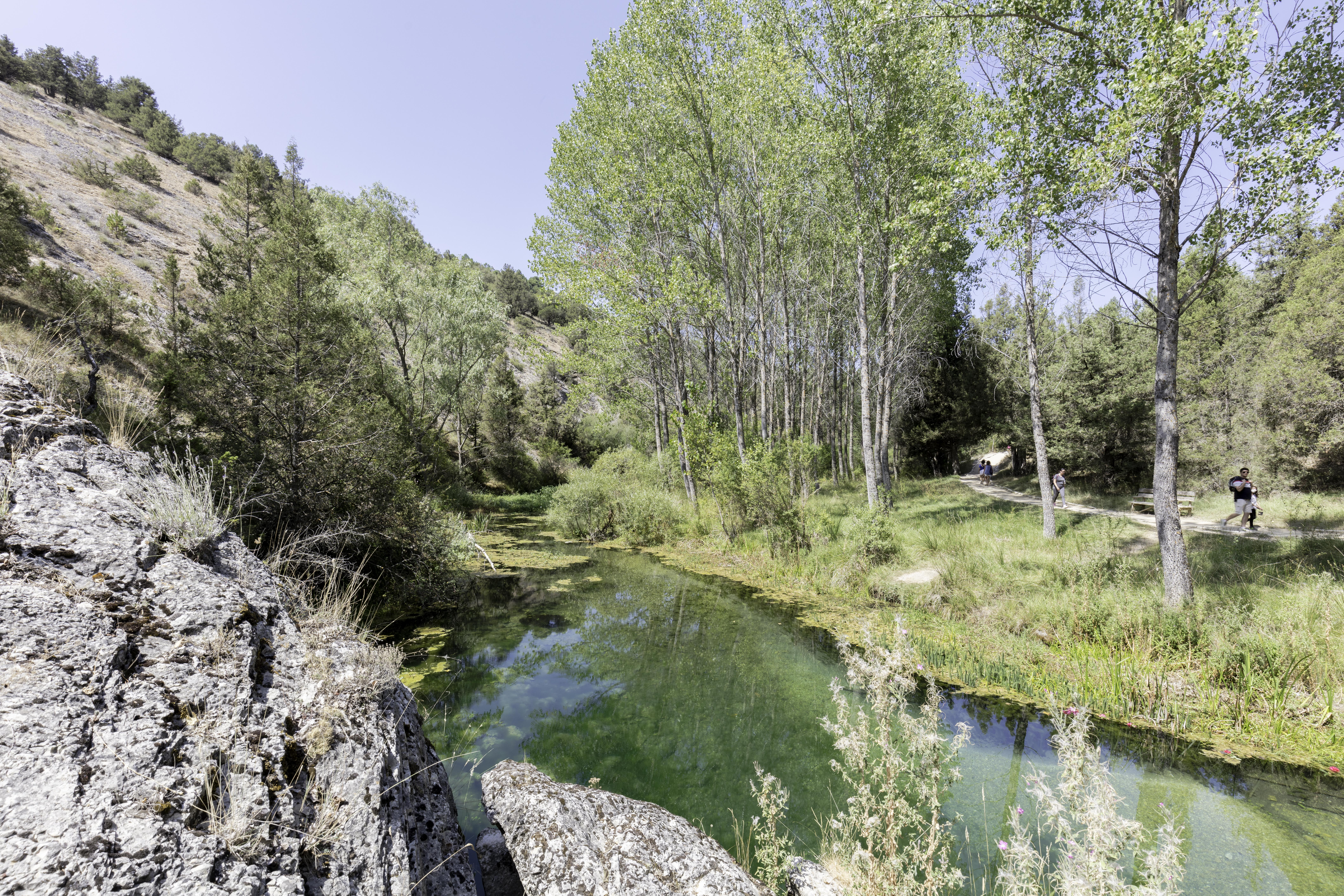
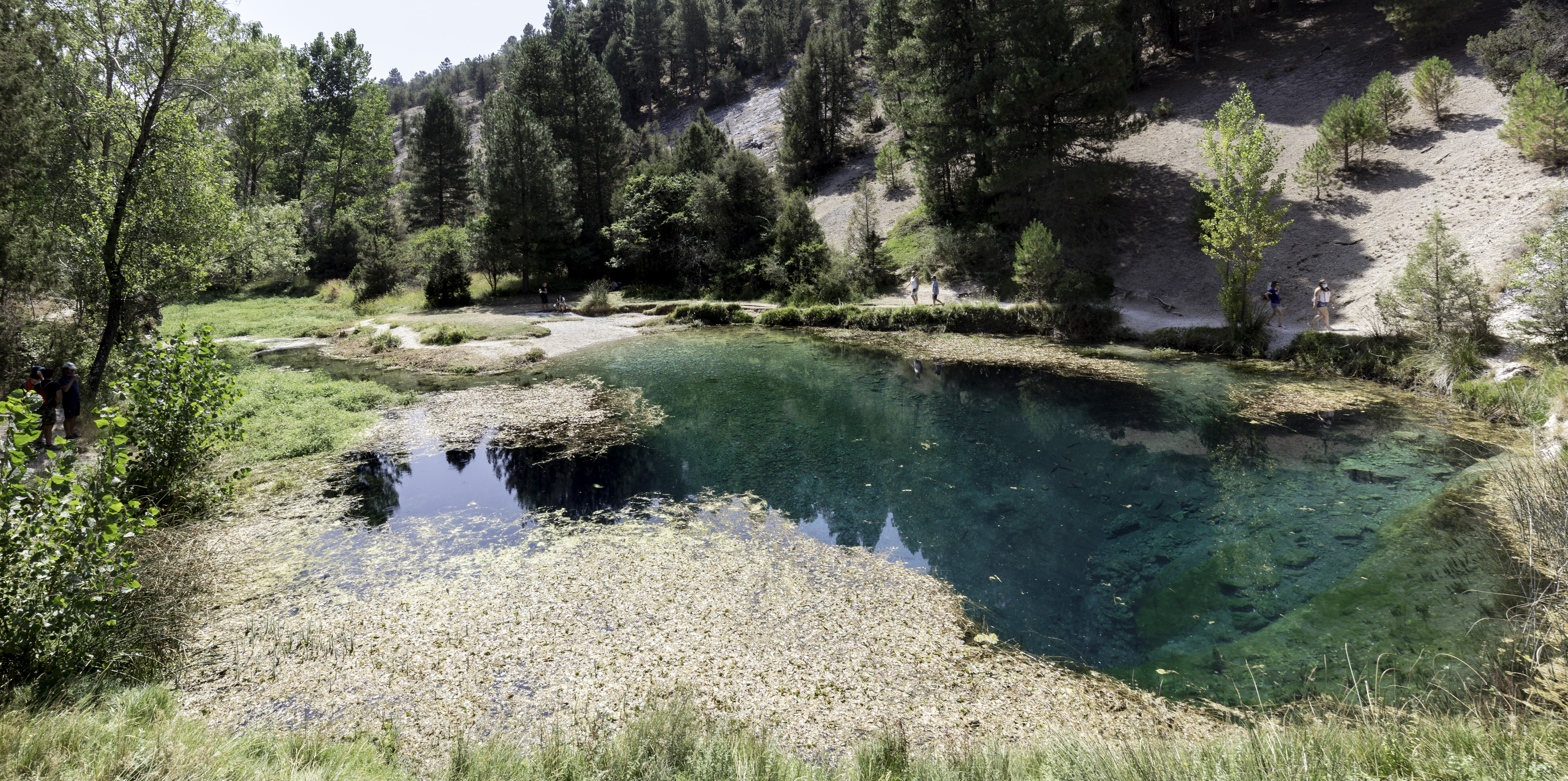
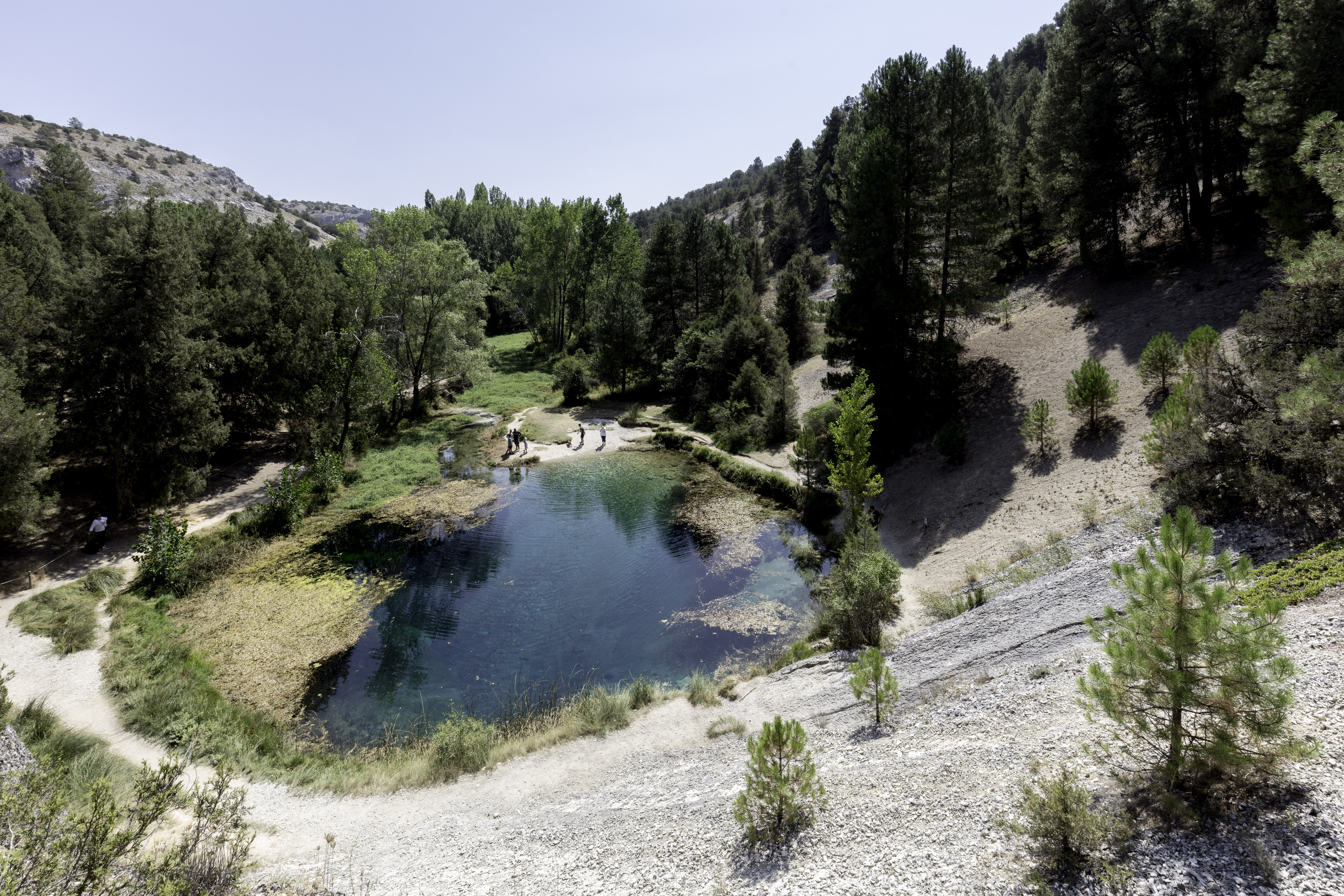
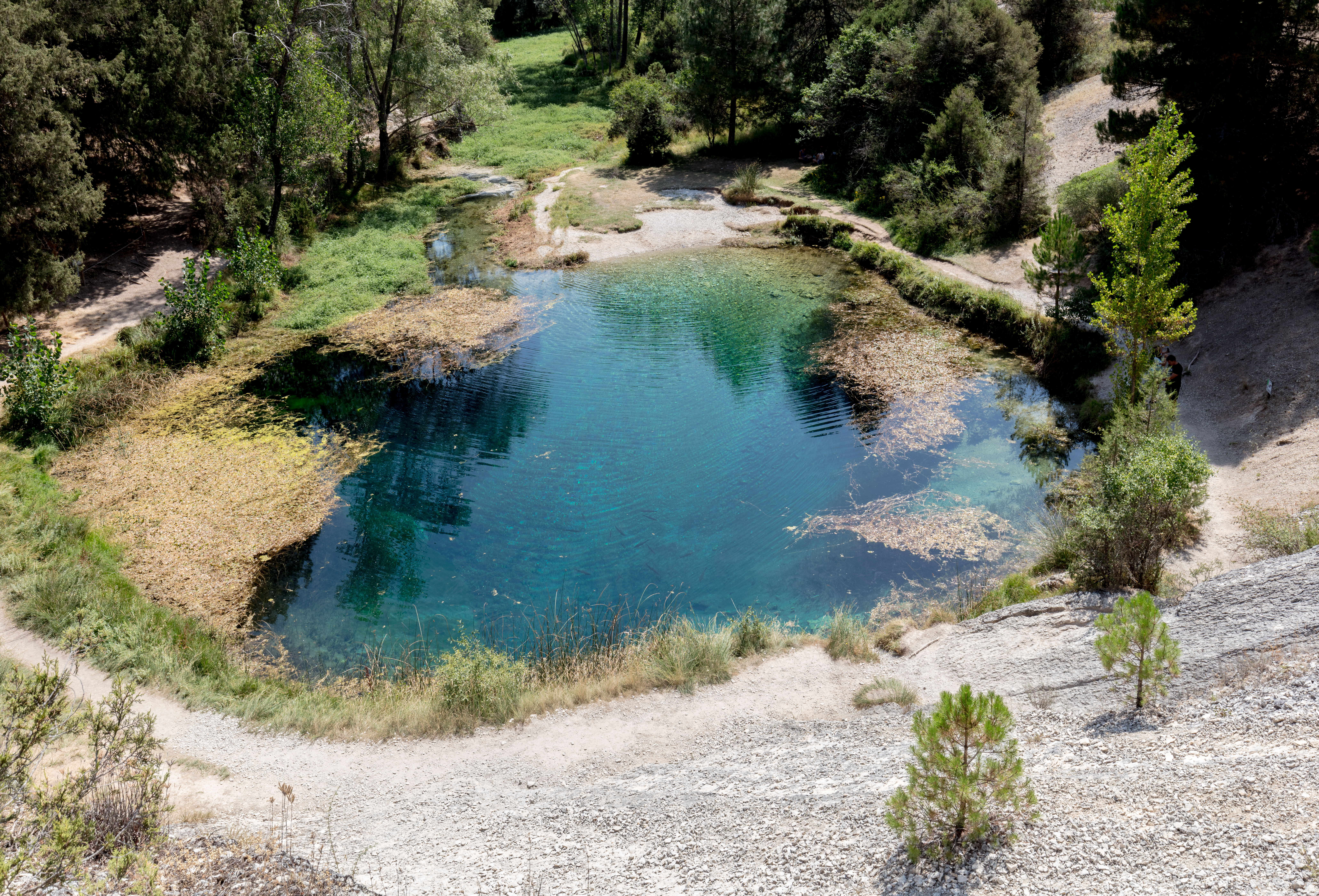
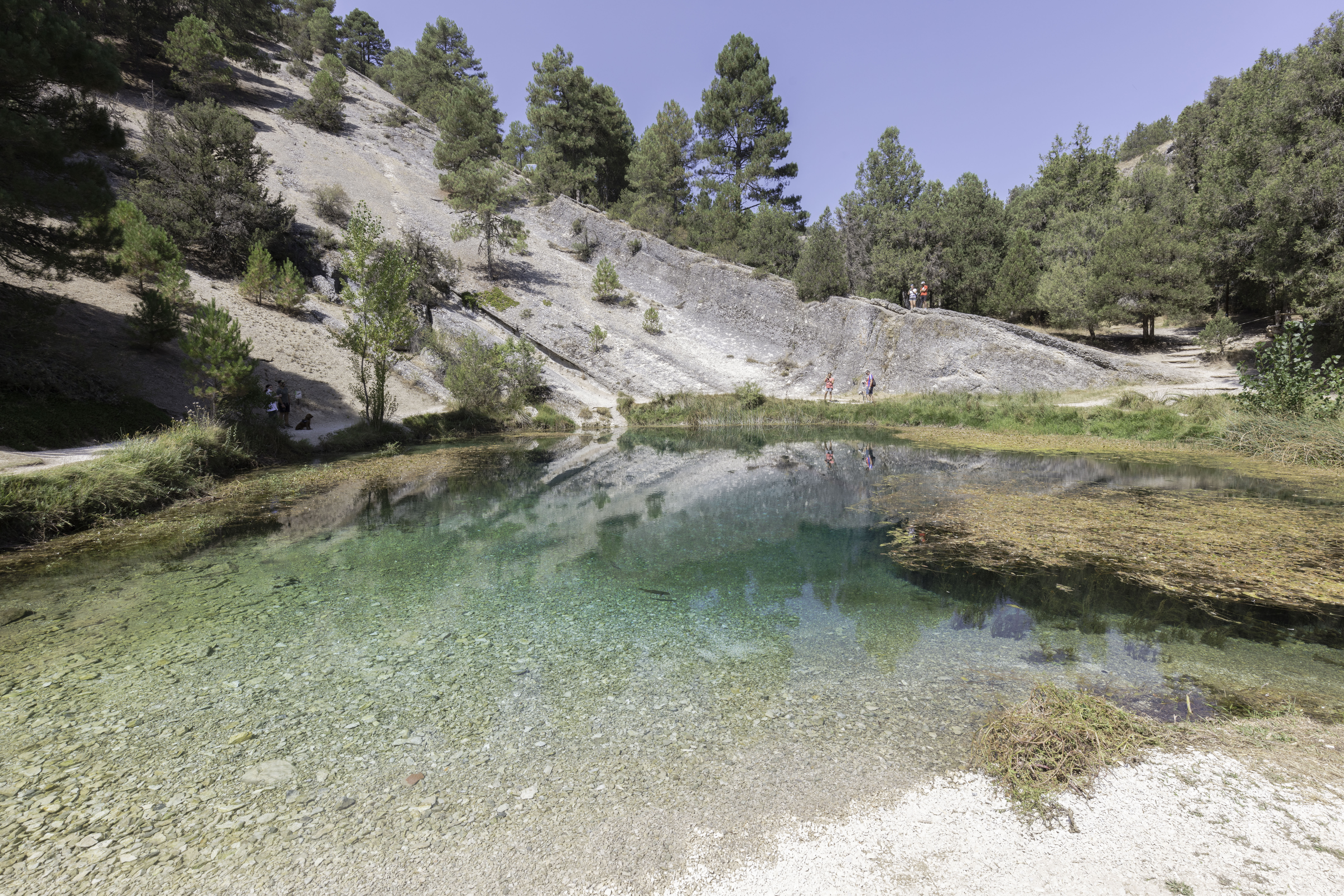
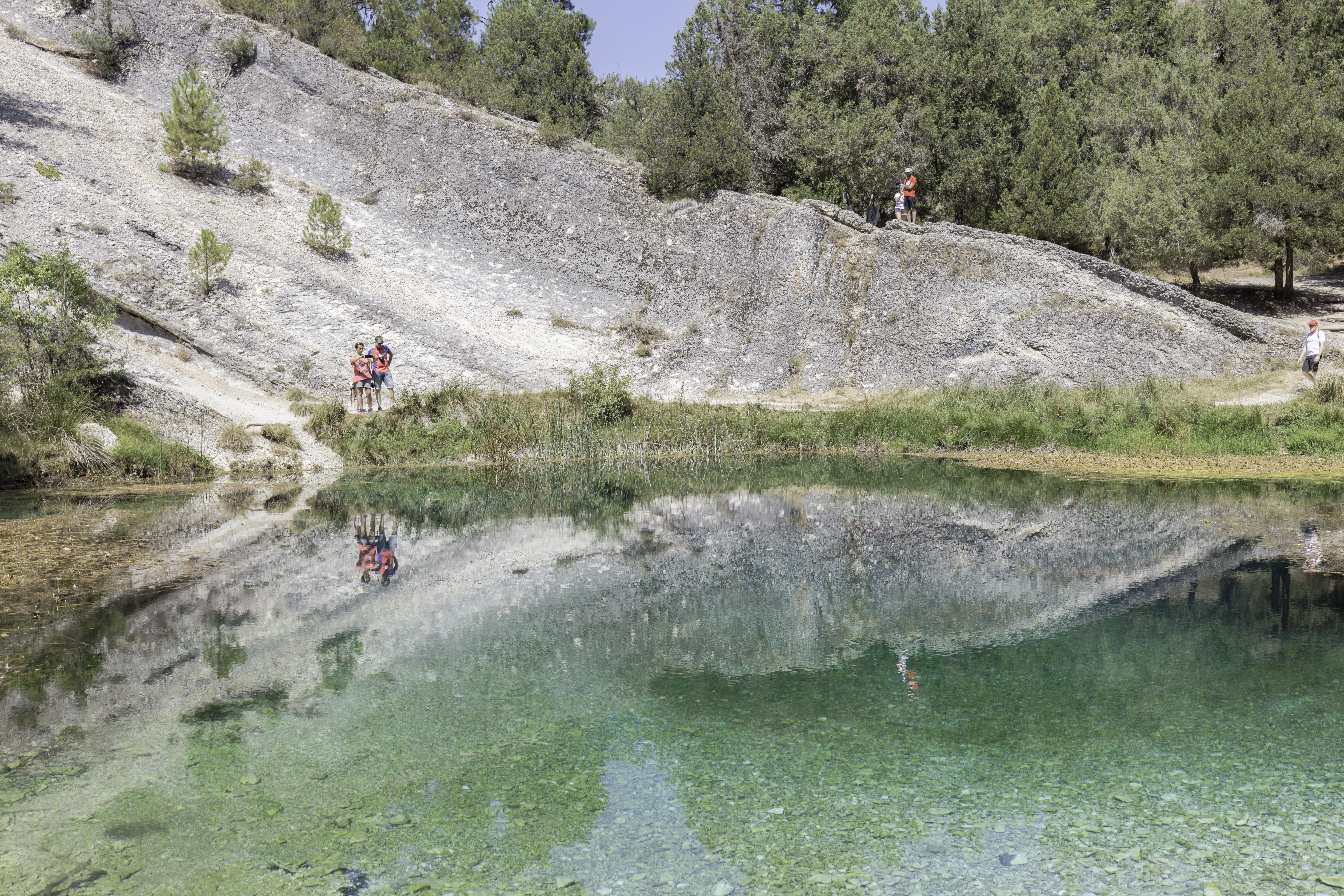
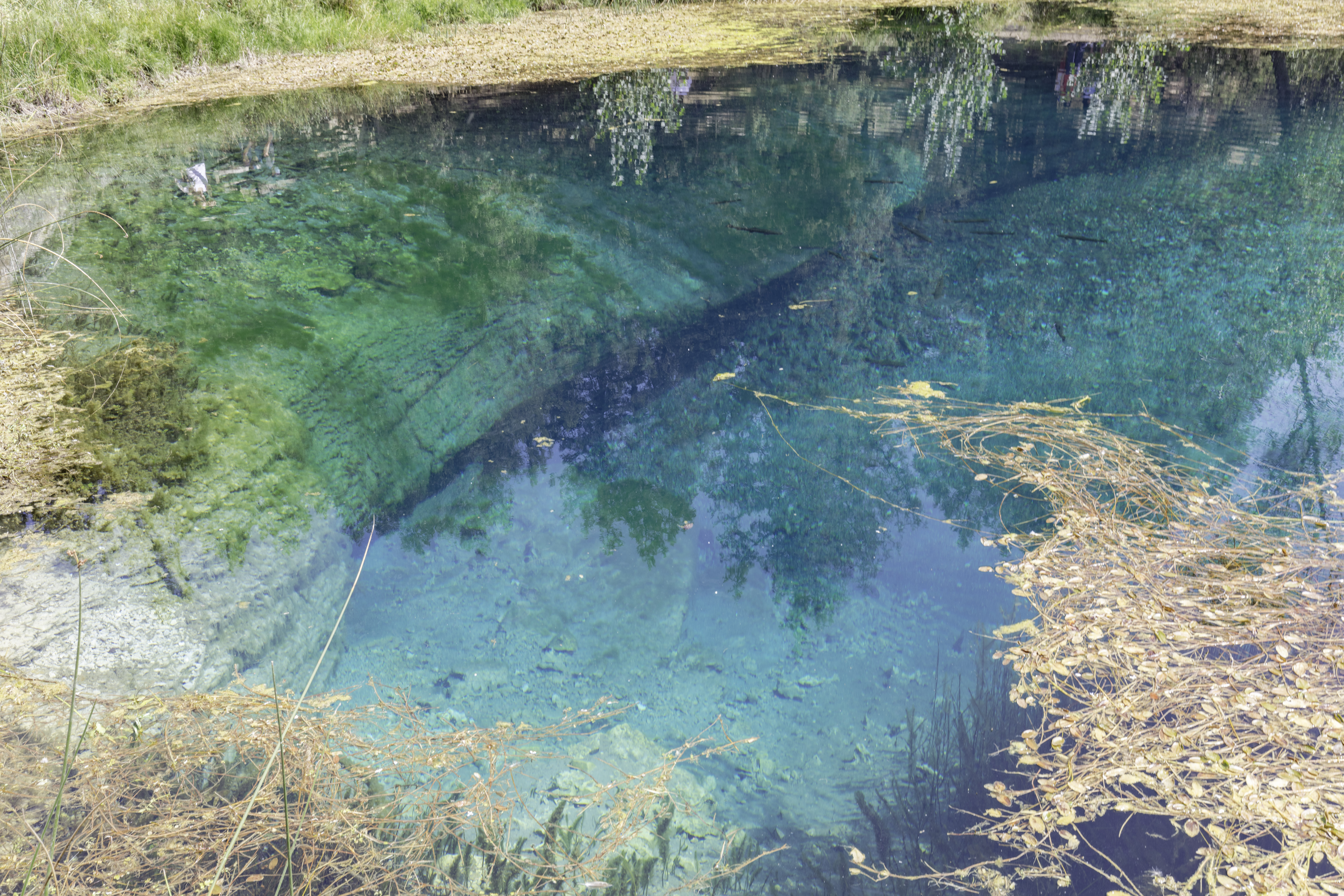